# Copelatus
Copelatus is een geslacht van kevers uit de familie  waterroofkevers (Dytiscidae).
Het geslacht is voor het eerst wetenschappelijk beschreven in 1832 door Erichson.

## Soorten
Het geslacht omvat de volgende soorten:
- Copelatus abonnenci Guignot, 1939
- Copelatus acamas Guignot, 1955
- Copelatus advena Sharp, 1882
- Copelatus aemulus Bilardo & Rocchi, 1995
- Copelatus aequatorius Régimbart, 1899
- Copelatus aethiopicus Régimbart, 1906
- Copelatus agrias Guignot, 1954
- Copelatus aldabricus J.Balfour-Browne, 1950
- Copelatus alternatus Sharp, 1882
- Copelatus amaroides Guignot, 1952
- Copelatus amatolensis Omer-Cooper, 1965
- Copelatus amazonicus Régimbart, 1889
- Copelatus ambiguus Bertrand & Legros, 1975
- Copelatus anastomosans Guignot, 1952
- Copelatus andobonicus Guignot, 1960
- Copelatus andreinii Régimbart, 1905
- Copelatus andrewesi J.Balfour-Browne, 1939
- Copelatus angolensis Peschet, 1924
- Copelatus angustus Gschwendtner, 1932
- Copelatus annobomensis J.Balfour-Browne, 1939
- Copelatus anthracinus Régimbart, 1895
- Copelatus aphroditae Balke, 2003
- Copelatus apicalis Fairmaire, 1898
- Copelatus apuzzoi Bilardo & Rocchi, 1999
- Copelatus aruensis J.Balfour-Browne, 1939
- Copelatus assamensis Vazirani, 1970
- Copelatus assimilis Régimbart, 1895
- Copelatus ateles Guignot, 1955
- Copelatus atrosulcatus Régimbart, 1906
- Copelatus bacchusi Wewalka, 1981
- Copelatus bacillifer Guignot, 1955
- Copelatus baculiformis Guignot, 1955
- Copelatus badeni Sharp, 1882
- Copelatus bakewelli J.Balfour-Browne, 1939
- Copelatus bangalorensis Vazirani, 1970
- Copelatus baoulicus Bilardo & Pederzani, 1978
- Copelatus barbouri Young, 1942
- Copelatus basifasciatus Régimbart, 1895
- Copelatus basilewskyi Bilardo & Pederzani, 1979
- Copelatus bechynei Guignot, 1953
- Copelatus befasicus Guignot, 1956
- Copelatus bengalensis Guignot, 1955
- Copelatus bertrandi Nilsson, Bilardo & Rocchi, 1996
- Copelatus bibulus Guignot, 1948
- Copelatus biformis Sharp, 1882
- Copelatus bilunatus Guignot, 1955
- Copelatus binaghii Bilardo & Pederzani, 1978
- Copelatus biolleyi Guignot, 1952
- Copelatus biroi Guignot, 1956
- Copelatus biseriatus J.Balfour-Browne, 1939
- Copelatus biswasi Mukherjee & Sengupta, 1986
- Copelatus blancasi Guignot, 1958
- Copelatus blatchleyi Young, 1953
- Copelatus bolivianus Guignot, 1957
- Copelatus bombycinus Guignot, 1952
- Copelatus bonvouloiri Sharp, 1882
- Copelatus bottegoi Régimbart, 1895
- Copelatus boukali Hendrich & Balke, 1998
- Copelatus brancuccii Rocchi, 1979
- Copelatus brasiliensis Zimmermann, 1921
- Copelatus brevistrigatus Guignot, 1959
- Copelatus brivioi Rocchi, 1976
- Copelatus brullei Aubé, 1838
- Copelatus brunneus J.Balfour-Browne, 1939
- Copelatus buqueti Aubé, 1838
- Copelatus burgeoni Gschwendtner, 1930
- Copelatus caelatipennis Aubé, 1838
- Copelatus caelatus Guignot, 1952
- Copelatus caffer J.Balfour-Browne, 1939
- Copelatus camerunensis Guignot, 1941
- Copelatus capensis Sharp, 1882
- Copelatus carayoni Legros, 1949
- Copelatus carinatus Sharp, 1882
- Copelatus celinoides Guignot, 1952
- Copelatus ceylonicus Vazirani, 1969
- Copelatus cheesmanae J.Balfour-Browne, 1939
- Copelatus chevrolati Aubé, 1838
- Copelatus chibcha Guignot, 1952
- Copelatus chipiriricus Guignot, 1957
- Copelatus chloroticus Régimbart, 1899
- Copelatus cinnamomeus Régimbart, 1895
- Copelatus clarki Sharp, 1882
- Copelatus collarti Gschwendtner, 1932
- Copelatus compertus Guignot, 1956
- Copelatus concii Bilardo, 1982
- Copelatus concolor Sharp, 1882
- Copelatus concolorans J.Balfour-Browne, 1939
- Copelatus confinis Bilardo & Rocchi, 1999
- Copelatus congo Gschwendtner, 1938
- Copelatus consimilis Bilardo & Rocchi, 2002
- Copelatus consors Sharp, 1882
- Copelatus cooperae Bilardo & Pederzani, 1972
- Copelatus cordylinoides J.Balfour-Browne, 1938
- Copelatus coxalis Sharp, 1882
- Copelatus crassus Régimbart, 1895
- Copelatus cryptarchoides Régimbart, 1899
- Copelatus cubaensis Schaeffer, 1908
- Copelatus curtistriatus Bilardo & Rocchi, 1995
- Copelatus daemeli Sharp, 1882
- Copelatus darlingtoni Young, 1942
- Copelatus debilis Sharp, 1882
- Copelatus decellei Bilardo, 1982
- Copelatus decemsulcatus Régimbart, 1895
- Copelatus deceptor Bilardo & Rocchi, 1995
- Copelatus depressus Sharp, 1882
- Copelatus descarpentriesi Bertrand & Legros, 1975
- Copelatus diffisus Guignot, 1939
- Copelatus dimorphus Sharp, 1882
- Copelatus distinctus Aubé, 1838
- Copelatus distinguendus Régimbart, 1903
- Copelatus divisus Watts, 1978
- Copelatus dolosus Guignot, 1956
- Copelatus doriae Sharp, 1882
- Copelatus duodecimstriatus Aubé, 1838
- Copelatus duponti Aubé, 1838
- Copelatus edax Guignot, 1955
- Copelatus efoutensis Bilardo & Rocchi, 1995
- Copelatus ejactus Omer-Cooper, 1965
- Copelatus ellai Bilardo & Rocchi, 1995
- Copelatus elutus Guignot, 1958
- Copelatus enganensis Guignot, 1940
- Copelatus epactus Guignot, 1948
- Copelatus erichsonii Guérin-Méneville, 1849
- Copelatus esteriensis Bilardo & Pederzani, 1978
- Copelatus eucritus Guignot, 1952
- Copelatus evanidus Bilardo & Rocchi, 1995
- Copelatus exaratus Sharp, 1882
- Copelatus externus Kirsch, 1873
- Copelatus fasciatus Bilardo & Rocchi, 1995
- Copelatus fastidiosus Guignot, 1959
- Copelatus feae Régimbart, 1888
- Copelatus fernandensis Guignot, 1952
- Copelatus ferruginicollis Régimbart, 1895
- Copelatus ferus Guignot, 1953
- Copelatus festae Régimbart, 1899
- Copelatus fidschiensis Zimmermann, 1928
- Copelatus fijiensis Guignot, 1955
- Copelatus filiformis Sharp, 1882
- Copelatus flavicans Guignot, 1952
- Copelatus flavidus Régimbart, 1895
- Copelatus fluviaticus Guignot, 1957
- Copelatus fontanus J.Balfour-Browne, 1950
- Copelatus fossilis Riha, 1974
- Copelatus fractistriatus Bilardo & Rocchi, 1995
- Copelatus freudei Guignot, 1955
- Copelatus fryi J.Balfour-Browne, 1939
- Copelatus fulviceps J.Balfour-Browne, 1938
- Copelatus fuscipennis Sharp, 1882
- Copelatus fuscomaculatus Guignot, 1952
- Copelatus gabonicus Bilardo & Pederzani, 1978
- Copelatus galapagoensis G.R.Waterhouse, 1845
- Copelatus garambanus Guignot, 1955
- Copelatus gardineri Scott, 1912
- Copelatus geayi Régimbart, 1904
- Copelatus geniculatus Sharp, 1882
- Copelatus gentilis Sharp, 1882
- Copelatus gestroi Régimbart, 1892
- Copelatus gibsoni Vazirani, 1974
- Copelatus glyphicus (Say, 1823)
- Copelatus griffinii Régimbart, 1899
- Copelatus gschwendtneri Guignot, 1939
- Copelatus guadelupensis Legros, 1948
- Copelatus guerini Aubé, 1838
- Copelatus guineensis Guignot, 1955
- Copelatus hararensis Guignot, 1952
- Copelatus hardenbergi J.Balfour-Browne, 1950
- Copelatus hebeter Guignot, 1953
- Copelatus heterogynus Régimbart, 1899
- Copelatus hydroporoides (Murray, 1859)
- Copelatus ibrahimi Zalat, Saleh, Angus & Kaschef, 2000
- Copelatus iguelaensis Bilardo & Rocchi, 2002
- Copelatus ilybioides Régimbart, 1895
- Copelatus imasakai Matsui & Kitayama, 2000
- Copelatus imitator Bilardo & Rocchi, 2002
- Copelatus inaequalis Sharp, 1882
- Copelatus incognitus Sharp, 1882
- Copelatus indicus Sharp, 1882
- Copelatus inopinatus Bilardo & Rocchi, 1995
- Copelatus inornatus Sharp, 1882
- Copelatus insidiosus Bilardo & Rocchi, 1995
- Copelatus insolitus Chevrolat, 1863
- Copelatus instabilis Régimbart, 1897
- Copelatus instriatus Zimmermann, 1921
- Copelatus insuetus Guignot, 1941
- Copelatus insulanus Guignot, 1939
- Copelatus integer Sharp, 1882
- Copelatus internus Régimbart, 1904
- Copelatus interstriatus J.Balfour-Browne, 1939
- Copelatus inuber Guignot, 1952
- Copelatus ipiformis Régimbart, 1895
- Copelatus irinus Régimbart, 1899
- Copelatus irregularis W.J. Macleay, 1871
- Copelatus ischius Guignot, 1956
- Copelatus jactator Guignot, 1955
- Copelatus jamaicensis Young, 1942
- Copelatus japonicus Sharp, 1884
- Copelatus jarrigei Legros, 1954
- Copelatus javanus Régimbart, 1883
- Copelatus jocosus Guignot, 1955
- Copelatus johannis Guignot, 1954
- Copelatus kalaharii Gschwendtner, 1935
- Copelatus kammuriensis Tamu & Tsukamoto, 1955
- Copelatus karnatakus Holmen & Vazirani, 1990
- Copelatus kaszabi Guignot, 1956
- Copelatus kilimandjarensis Bilardo & Pederzani, 1972
- Copelatus kindianus Guignot, 1954
- Copelatus kongouensis Bilardo & Rocchi, 1999
- Copelatus koreanus Mori, 1932
- Copelatus laccophilinus Sharp, 1882
- Copelatus laeticulus Sharp, 1882
- Copelatus lamottei Legros, 1954
- Copelatus lanzai Bilardo & Rocchi, 1995
- Copelatus laraensis Bilardo & Rocchi, 1995
- Copelatus lasckonyi Bilardo & Rocchi, 1995
- Copelatus latens Guignot, 1952
- Copelatus laticollis Régimbart, 1899
- Copelatus latifasciatus Bilardo & Rocchi, 1999
- Copelatus latipes Sharp, 1882
- Copelatus latus J.Balfour-Browne, 1950
- Copelatus leonardii Bilardo & Rocchi, 1999
- Copelatus leonensis Legros, 1954
- Copelatus lepersonneae Gschwendtner, 1943
- Copelatus lignosus Guignot, 1955
- Copelatus lineatipennis Guignot, 1955
- Copelatus lineatus (Guérin-Méneville, 1838)
- Copelatus longicornis Sharp, 1882
- Copelatus lootensi Guignot, 1955
- Copelatus louayensis Bilardo & Rocchi, 2004
- Copelatus luctuosus Guignot, 1939
- Copelatus luridescens Régimbart, 1889
- Copelatus luteocinctus Guignot, 1955
- Copelatus luteomaculatus Guignot, 1956
- Copelatus luzonicus Guignot, 1952
- Copelatus macellus Guignot, 1950
- Copelatus madoni Guignot, 1952
- Copelatus mahajanga Pederzani & Hájek, 2005
- Copelatus mahleri Holmen & Vazirani, 1990
- Copelatus makokouensis Bilardo & Rocchi, 1995
- Copelatus malaisei Guignot, 1954
- Copelatus mancus Sharp, 1887
- Copelatus marginatus Sharp, 1882
- Copelatus masculinus Régimbart, 1899
- Copelatus massaicus Guignot, 1941
- Copelatus mathani Guignot, 1952
- Copelatus mbokoensis Bilardo & Rocchi, 2006
- Copelatus melanogrammus Régimbart, 1883
- Copelatus mimetes Guignot, 1957
- Copelatus minimus Bilardo & Rocchi, 1995
- Copelatus minor Bilardo & Pederzani, 1978
- Copelatus minutissimus J.Balfour-Browne, 1939
- Copelatus mocquerysi Régimbart, 1895
- Copelatus mohelicus Guignot, 1959
- Copelatus monticola Guignot, 1951
- Copelatus montivagus Young, 1942
- Copelatus mulangensis Bameul, 2003
- Copelatus mundus Sharp, 1882
- Copelatus mutabilis Bilardo & Rocchi, 1999
- Copelatus mvoungensis Bilardo & Rocchi, 2004
- Copelatus mysorensis Vazirani, 1970
- Copelatus nakamurai Guéorguiev, 1970
- Copelatus nangaensis Guignot, 1952
- Copelatus nauclerus Guignot, 1939
- Copelatus neavei J.Balfour-Browne, 1950
- Copelatus neelumae Vazirani, 1973
- Copelatus neoguineensis Zimmermann, 1919
- Copelatus nigricans Sharp, 1882
- Copelatus nigrolineatus Sharp, 1882
- Copelatus nigropennis Zimmermann, 1927
- Copelatus nigrostriatus Régimbart, 1895
- Copelatus nilssoni Wewalka, 1982
- Copelatus nimbaensis Legros, 1958
- Copelatus nitens Bilardo & Rocchi, 1999
- Copelatus nitidus Sharp, 1882
- Copelatus nodieri Régimbart, 1895
- Copelatus normalis Erichson, 1847
- Copelatus notius Omer-Cooper, 1965
- Copelatus nzei Bilardo & Rocchi, 1999
- Copelatus oblitus Sharp, 1882
- Copelatus obscurus Sharp, 1882
- Copelatus occultus Bilardo & Rocchi, 1995
- Copelatus ogasawarensis Kamiya, 1932
- Copelatus onorei Pederzani & Rocchi, 1982
- Copelatus ornatipennis Zimmermann, 1926
- Copelatus owas Régimbart, 1895
- Copelatus pachys Guignot, 1955
- Copelatus pallidus Régimbart, 1895
- Copelatus paludorum Guignot, 1952
- Copelatus pandanorum Scott, 1912
- Copelatus pantosi Guignot, 1958
- Copelatus papuensis J.Balfour-Browne, 1939
- Copelatus parabaptus Guignot, 1955
- Copelatus parallelipipedus Régimbart, 1895
- Copelatus parallelus Zimmermann, 1920
- Copelatus pardii Rocchi, 1990
- Copelatus parisii Guignot, 1959
- Copelatus parumstriatus Gschwendtner, 1934
- Copelatus paryphes Guignot, 1955
- Copelatus pederzanii Bilardo & Rocchi, 1995
- Copelatus pereirai Guignot, 1955
- Copelatus peridinus Guignot, 1955
- Copelatus pinnifer Guignot, 1952
- Copelatus piriensis Omer-Cooper, 1965
- Copelatus platynotus Régimbart, 1895
- Copelatus polystrigus Sharp, 1882
- Copelatus ponomarenkoi Riha, 1974
- Copelatus portior Guignot, 1956
- Copelatus posticatus (Fabricius, 1801)
- Copelatus poungai Bilardo & Rocchi, 2006
- Copelatus predaveterus K.B.Miller, 2003
- Copelatus prolixus Sharp, 1882
- Copelatus prolongatus Sharp, 1882
- Copelatus propino Guignot, 1960
- Copelatus propinquus Régimbart, 1895
- Copelatus proximus Sharp, 1882
- Copelatus pulchellus (Klug, 1834)
- Copelatus pulicarius Régimbart, 1895
- Copelatus pumilus Régimbart, 1895
- Copelatus punctatus Bilardo & Rocchi, 1995
- Copelatus punctulatus Aubé, 1838
- Copelatus quadrisignatus Régimbart, 1877
- Copelatus racenisi Guignot, 1951
- Copelatus ragazzii Régimbart, 1887
- Copelatus regimbarti Branden, 1885
- Copelatus restrictus Sharp, 1882
- Copelatus rimosus Guignot, 1952
- Copelatus rivalis Guignot, 1952
- Copelatus rocchii Bilardo, 1982
- Copelatus romani Zimmermann, 1924
- Copelatus royi Legros, 1958
- Copelatus rubiginosus Guignot, 1954
- Copelatus ruficapillus Régimbart, 1895
- Copelatus ruteri Legros, 1954
- Copelatus saegeri Guignot, 1955
- Copelatus sahlbergi J.Balfour-Browne, 1939
- Copelatus sallaei Sharp, 1882
- Copelatus sanfilippoi Bilardo & Pederzani, 1972
- Copelatus scalptus Guignot, 1954
- Copelatus scaphites Guignot, 1955
- Copelatus schaefferi Young, 1942
- Copelatus schereri Wewalka, 1981
- Copelatus schuhi Hendrich & Balke, 1998
- Copelatus scutatus Guignot, 1952
- Copelatus scytalotus Guignot, 1956
- Copelatus senegalensis Lagar & Hernando, 1991
- Copelatus sexstriatus Sharp, 1882
- Copelatus sharpi Branden, 1885
- Copelatus silvestrii Régimbart, 1903
- Copelatus simoni Régimbart, 1889
- Copelatus singularis Bilardo & Rocchi, 1995
- Copelatus sociennus J.Balfour-Browne, 1952
- Copelatus solitarius Sharp, 1882
- Copelatus sordidipennis Régimbart, 1895
- Copelatus spangleri Vazirani, 1974
- Copelatus speciosus Régimbart, 1892
- Copelatus spoliatus Guignot, 1955
- Copelatus stavropolitanus Riha, 1974
- Copelatus stillicidicola Bilardo & Rocchi, 1995
- Copelatus striatellus Boheman, 1848
- Copelatus striaticollis Lucas, 1857
- Copelatus striatopterus Aubé, 1838
- Copelatus striatulus Aubé, 1838
- Copelatus strigipennis (Laporte, 1835)
- Copelatus strigosulus (Fairmaire, 1878)
- Copelatus strinatii Guignot, 1958
- Copelatus striolatus Peschet, 1917
- Copelatus stygis Guignot, 1958
- Copelatus subdeficiens Régimbart, 1902
- Copelatus subsimilis Guignot, 1958
- Copelatus substriatus Kirsch, 1873
- Copelatus subterraneus Guéorguiev, 1978
- Copelatus sudrei Bameul, 2003
- Copelatus sulcatus Sharp, 1882
- Copelatus sulcipennis (Laporte, 1835)
- Copelatus sumbawensis Régimbart, 1899
- Copelatus suppar Guignot, 1956
- Copelatus supplementaris Régimbart, 1895
- Copelatus sylvaticus Guignot, 1952
- Copelatus takakurai Satô, 1985
- Copelatus tanaus Guignot, 1953
- Copelatus taprobanicus Wewalka & Vazirani, 1985
- Copelatus tenebrosus Régimbart, 1880
- Copelatus teranishii Kamiya, 1938
- Copelatus terminalis Sharp, 1882
- Copelatus ternatensis Régimbart, 1899
- Copelatus thiriouxi Peschet, 1917
- Copelatus thrasys Guignot, 1952
- Copelatus tibialis Sharp, 1882
- Copelatus tinctor Guignot, 1954
- Copelatus togoensis Régimbart, 1895
- Copelatus tomokunii Satô, 1985
- Copelatus tostus J.Balfour-Browne, 1950
- Copelatus trifilis Guignot, 1958
- Copelatus triglyphus Guignot, 1955
- Copelatus trilobatus Régimbart, 1895
- Copelatus tschaga Bilardo & Pederzani, 1972
- Copelatus tucuchiensis J.Balfour-Browne, 1939
- Copelatus tulagicus Guignot, 1942
- Copelatus uludanuensis Hendrich & Balke, 1995
- Copelatus undecimstriatus Aubé, 1838
- Copelatus unguicularis Régimbart, 1903
- Copelatus usagarensis Zimmermann, 1926
- Copelatus vagatus Guignot, 1952
- Copelatus vagestriatus Zimmermann, 1919
- Copelatus vagus Bilardo & Rocchi, 1995
- Copelatus validus Sharp, 1882
- Copelatus vanninii Bilardo & Rocchi, 1999
- Copelatus variegatus Régimbart, 1895
- Copelatus venustus Bilardo & Rocchi, 1995
- Copelatus vigintistriatus Fairmaire, 1869
- Copelatus vigintisulcatus Régimbart, 1895
- Copelatus villiersi Guignot, 1950
- Copelatus virungaensis Bilardo, 1982
- Copelatus vitraci Legros, 1948
- Copelatus vivax Guignot, 1953
- Copelatus wallacei J.Balfour-Browne, 1939
- Copelatus waltoni J.Balfour-Browne, 1950
- Copelatus wewalkai Holmen & Vazirani, 1990
- Copelatus weymarni J.Balfour-Browne, 1947
- Copelatus xanthocephalus Régimbart, 1899
- Copelatus yacumensis Guignot, 1957
- Copelatus zadiensis Bilardo & Rocchi, 1995
- Copelatus zimmermanni Gschwendtner, 1934